# Wojna indyjsko-pakistańska (1947–1948)
Pierwsza wojna indyjsko-pakistańska (również I wojna o Kaszmir) – wojna pomiędzy Indiami a Pakistanem, trwająca od 22 października 1947 do 31 grudnia 1948 roku.
Wojna wybuchła wkrótce po ogłoszeniu niepodległości przez oba państwa i była pierwszą z czterech wojen indyjsko-pakistańskich. Przyczyną wojny był spór o przynależność Dżammu i Kaszmiru. Tereny te były mieszanką religijną i kulturową. Kwestią problematyczną był fakt, że panujący tam maharadża Hari Singh nie ogłosił akcesji, do któregokolwiek z nowo powstałych państw na subkontynencie. 22 października plemiona pasztuńskie wspierane przez Pakistan dokonały inwazji na tereny Kaszmiru. Z tego powodu Hari Singh ostatecznie zdecydował się na wydanie aktu o akcesji do państwa indyjskiego. Armia indyjska wkroczyła na tereny Dżammu i Kaszmiru rozpoczynając walki z pasztuńskimi wojownikami. Wojna zakończyła się zawieszeniem broni, osiągniętym przy udziale ONZ, oraz planowanym plebiscytem, do którego jednak nie doszło. W momencie podpisywania porozumień siły pakistańskie kontrolowały 27% spornego terytorium, natomiast armia indyjska 73%.